# Billio
Billio (bret. Bilioù) to miejscowość i gmina we Francji, w regionie Bretania, w departamencie Morbihan.
Według danych na rok 1990 gminę zamieszkiwało 366 osób, a gęstość zaludnienia wynosiła 30 osób/km² (wśród 1269 gmin Bretanii Billio plasuje się na 907. miejscu pod względem liczby ludności, natomiast pod względem powierzchni na miejscu 757.).